# Опукле відношення переваги
Опу́клість відношення переваги — це властивість, що описує схильність споживача до збалансованого споживання наявних товарів. Наприклад, якщо споживач стверджує, що набір {\displaystyle x\,\!} складений з двох однакових пачок кави та набір {\displaystyle y\,\!} складений з двох однакових пачок чаю є однаково добрі (перебувають у відношенні байдужості, {\displaystyle x\sim y\,\!}), то можна очікувати, що середній набір {\displaystyle z=(x+y)/2\,\!} складений з однієї пачки кави та однієї пачки чаю виявиться принаймні не гіршим ({\displaystyle z\succeq x,z\succeq y\,\!}).
У випадку взаємодоповнюючих товарів ця властивість є ще більш природною.
Нехай простір товарів {\displaystyle X\,\!} є опуклою множиною. Для довільного набору {\displaystyle x\in X\,\!} розглянемо множину {\displaystyle F_{x}={\big \{}y\in X:y\succeq x{\big \}}\,\!} наборів, які (слабо) переважають {\displaystyle x\,\!}. Відношення переваги називається опуклим, якщо {\displaystyle F_{x}\,\!} є опуклою, і називається строго опуклим, якщо {\displaystyle F_{x}\,\!} є строго опуклою.
Опуклість відношення переваги є важливою в дослідженні існування та єдиності розв'язку задачі максималізації корисності (задачі про вибір споживача).
Криві байдужості монотонного, неперервного та опуклого відношення переваги є спадними та опуклими кривими.

## Дивись також
- Монотонне відношення переваги
- Неперервне відношення переваги
- Криві байдужості
- Множина допустимих альтернатив